# Бланчард (Ајова)
Бланчард (енгл. Blanchard) град је у америчкој савезној држави Ајова. По попису становништва из 2010. у њему је живело 38 становника.

## Демографија
Према попису становништва из 2010. у граду је живело 38 становника, што је -23 (-37.7%) становника више него 2000. године.
| Група             | 2000.       | 2010.       |
| Белци             | 61 (100.0%) | 38 (100.0%) |
| Афроамериканци    | 0 (0,0%)    | 0 (0,0%)    |
| Азијати           | 0 (0,0%)    | 0 (0,0%)    |
| Хиспаноамериканци | 0 (0,0%)    | 0 (0,0%)    |
| Укупно            | 61          | 38          |